# La Raya, Veracruz
La Raya är en ort i Mexiko.   Den ligger i kommunen Sochiapa och delstaten Veracruz, i den sydöstra delen av landet, 240 km öster om huvudstaden Mexico City. La Raya ligger 1 044 meter över havet och antalet invånare är 205.
Terrängen runt La Raya är huvudsakligen kuperad, men den allra närmaste omgivningen är platt. Terrängen runt La Raya sluttar österut. Runt La Raya är det ganska tätbefolkat, med 139 invånare per kvadratkilometer. Närmaste större samhälle är Huatusco de Chicuellar, 8,2 km väster om La Raya. I omgivningarna runt La Raya växer i huvudsak städsegrön lövskog.